# 然加拉區
然加拉區，是哈薩克斯坦的一個區，位於該國西部，由西哈薩克斯坦州負責管轄，面積20,800平方公里，距離首府烏拉爾斯克252公里，2019年人口24,029。